# British Ornithologists' Union
De British Ornithologists’ Union (BOU) is opgericht in 1858 door 20 natuuronderzoekers. In Duitsland bestond toen al sinds 1850 een vergelijkbaar gezelschap, het Deutsche Ornithologen-Gesellschaft. De BOU ondersteunt wereldwijd natuurwetenschappers en vogelaars bij de bestudering van vogels en draagt zo bij aan het ornithologisch onderzoek en de bescherming van vogels. Sinds 1859 brengt de BOU het tijdschrift  The Ibis uit (opgericht door Philip Lutley Sclater). Dit tijdschrift bestaat nog steeds; het verschijnt driemaandelijks en is een van de meest toonaangevende ornithologische tijdschriften. Veel vogelsoorten zijn hierin voor het eerst beschreven en geïllustreerd, onder meer door de uit Nederland afkomstige John Gerrard Keulemans.
De BOU publiceert sinds 1883 de List of Birds of Great Britain, een overzicht van alle vogelsoorten die zijn aangetroffen in Groot-Brittannië.
De BOU organiseert regelmatig bijeenkomsten, seminars en conferenties, waar amateur- en beroepsornithologen zich kunnen laten informeren over ontwikkelingen binnen de ornithologie in zowel binnen- als buitenland. Het hoofdkantoor van de BOU is gevestigd in het naar Lionel Walter Rothschild genoemde privémuseum, het Natural History Museum in Tring (Hertfordshire, Verenigd Koninkrijk).